# Kluis
Kluis er en by og kommune i det nordøstlige Tyskland, beliggende under Landkreis Vorpommern-Rügen på øen Rügen. Landkreis Vorpommern-Rügen ligger i delstaten Mecklenburg-Vorpommern.
Kluis er beliggende ca. 12 km nordvest for Bergen auf Rügen og 7 km nordøst for Gingst. Kommunen ligger ved Duwenbeek, det eneste større vandløb på Rügen.